# Карнавал (группа)
«Карнавал» — советская рок-группа из Москвы, образованная Александром Барыкиным и Владимиром Кузьминым в сентябре 1979 года.

## История

### «Супермен» (1979—1981)
Группа «Карнавал» образовалась в сентябре 1979 года. В состав ансамбля вошли музыканты, до этого игравшие в различных ВИА: вокалист и инструменталист Александр Барыкин, гитарист (плюс клавишные и флейта) и композитор Владимир Кузьмин, басист Евгений Казанцев и экс-ударник «Арсенала» Василий Изюмченко.
Музыканты поставили перед собой цель — играть современный рок, который им не удавалось исполнять в «Самоцветах» и «Весёлых ребятах». Группа работала в ресторане, выступала с концертной программой в стиле традиционного рока, «новой волны» и регги на эстраде в московских клубах и Домах культуры. В 1980 году «Карнавал» выступал в Центральном доме туриста, где привлекал внимание съехавшихся на Летние Олимпийские игры 1980 иностранцев, а также записал три песни на английском языке для «Радио Москвы».
В начале 1981 года Изюмченко ушёл в ВИА «Поющие сердца». Его место занял Владимир Болдырев, ранее работавший в латышском ансамбле «Modo» под руководством Раймонда Паулса. Болдырев также плодотворно сотрудничал в записи джазовых композиций с известным азербайджанским музыкантом В. Мустафа-заде, принимал участие и в молодёжном фестивале джазовой музыки «Тбилиси-78», где получил звание лучшего ударника.
Летом 1981 года по предложению композитора Владимира Матецкого и поэта Игоря Кохановского группа записала на московской студии Всесоюзной фирмы грамзаписи «Мелодия» две песни Матецкого и десять своих, впоследствии сложившихся в магнитоальбом «Супермен». Хитом с альбома стала песня «Внезапный тупик». Три записанных в этот период песни «Мелодия» выпустила в том же году в виде миньона — «Внезапный тупик», «Пустое слово» и «Я знаю теперь». Согласно аннотации на конверте пластинки, своеобразие звучания «Карнавала» заключалось в синтезе высокого исполнительского мастерства, оригинальных аранжировок и современных методов звукозаписи. Музыканты также одними из первых в СССР начали широко использовать стиль регги. Пластинка имела успех и вошла в десятку наиболее тиражируемых миньонов 1982 года.
На пике популярности Казанцев и Болдырев покинули группу. Казанцев вернулся в ВИА «Весёлые ребята», а в дальнейшем работал в аккомпанирующем ансамбле певца Иосифа Кобзона и группе «СВ». Болдырев впоследствии играл в московской ресторанной группе «Седьмой океан», а ещё позже эмигрировал.

### Новый состав (1981—1982)
Осенью 1981 года Кузьмин с Барыкиным набрали новый состав. На место Казанцева был взят басист Анатолий Лемберский, который позже работал в группе «Москва». Группа в уже новом составе начала гастрольные поездки от Тульской филармонии, выступала в совместной программе с ВИА «Красные маки».
К началу 1982 года в новый состав вошли музыканты ВИА «Красные маки»: клавишник Юрий Чернавский, бас-гитарист Сергей Рыжов и ударник Юрий Китаев. В этом составе группа совершила полуторамесячный тур по городам Украины, а в мае 1982 года неожиданно распалась. Барыкин покинул «Карнавал», группа даже дала несколько концертов без него, однако тем же летом музыканты во главе с Кузьминым переименовали себя в «Динамик». Музыканты позднее работали в ВИА «Весёлые ребята», за исключением Кузьмина, который начал свою сольную карьеру.

### «Карусель», «Актёр», «Радио» и «Океан» (1982—1985)
Осенью 1982 года Барыкин набрал новый состав «Карнавала»: новым басистом стал Александр Бирман из бэк-группы Юрия Антонова, а ударником — Александр Акинин, который ранее играл в ВИА «Лейся, песня». К началу 1983 года к трио присоединился гитарист Андрей Выпов (из джаз-оркестра Олега Лундстрема) и клавишник, флейтист и певец Руслан Горобец (начинавший в киевской группе «Крок»). Трубач «Маков» Павел Жагун стал основным текстовиком Барыкина, благодаря ему были написаны новые песни молодых композиторов — «Актёр», «Взгляды», «Остров» и другие. Они с успехом гастролировали по стране, на афишах «Карнавал» был представлен уже не как «рок-группа», а как «группа новой волны». В том же году музыканты записали магнитоальбом «Карусель». Альбом запомнился песней «Остров» («Я никогда не видел такого чуда…»), которая стала классикой отечественной «новой волны».
К концу 1983 года отношения с филармонией резко испортились из-за очередной кампании по борьбе с ро
к-н-роллом, в результате которой название «Карнавал» осталось за филармонией. Группа распалась: Горобец остался в «Красных маках», Выпов и Бирман ушли в ресторанные ансамбли, а Барыкин с Акининым остались вдвоём. Московский менеджер Валерий Гольденберг помог оживить «Карнавал» под филармоническим псевдонимом «Группа Александра Барыкина». В новый состав вошли бывший бас-гитарист украинских ВИА Дмитрий Рыбак, клавишник Алексей Смирнов из нижегородской арт-роковой группы «Время» и саксофонист Валентин Ильенко. Продолжая выступать, они записали очередной магнитоальбом «Актёр».
Весной 1984 года Рыбака сменил вернувшийся в «Карнавал» Казанцев, и с ним был записан магнитоальбом «Радио» (1985).
В марте 1985 года Барыкин неожиданно распустил группу, чтобы присоединиться к музыкантам «Рок-Ателье» для зарубежных гастролей с театром Ленинского комсомола, но «Ателье» распался тем же летом. В 1985 году ко Всемирному фестивалю молодёжи и студентов Барыкин вновь собрал группу «Карнавал», в состав которой вошли: Валентин Ильенко (саксофон, флейта, бэк-вокал), Александр Акинин (ударные), Владимир Тесленко (клавиши, бэк-вокал) и Пётр Бородин (бас-гитара, бэк-вокал). В таком составе группа «Карнавал» успешно выступила на фестивале и начала гастрольную деятельность. В этот период был записан альбом «Океан», в который вошла песня «Три минуты» композитора Раймонда Паулса и «Волшебный шарик» в исполнении клавишника Тесленко.
В 1985 году Давид Тухманов предложил Барыкину записать альбом своих песен «Ступени» при участии музыкантов «Карнавала», а к концу года Барыкин записал для новогоднего «Огонька» песню Игоря Николаева на стихи Валерия Сауткина «Программа телепередач на завтра», которая сделала его имя широко известным, однако, создала певцу репутацию телевизионного поп-артиста. По итогам 1985 года релиз «Ступени» занял 1 место в списке «Лучших грампластинок года» в рубрике «Звуковая дорожка» согласно опросу читателей газеты «Московский комсомолец». В той же рубрике Барыкин занял третье место в списке «Лучших солистов года», а Тухманов — третье место в списке «Лучших композиторов года».
После успеха пластинки «Ступени» Барыкин сделал успешную сольную карьеру, до 1991 года позиционируя свой аккомпанирующий состав также как «Карнавал», поскольку после ухода Кузьмина права на бренд остались у него. Концерт А. Барыкина и группы «Карнавал» 1990 года в ГЦКЗ «Россия» был записан советским телевидением.
В 2010 году во Дворце спорта «Лужники» прошёл юбилейный концерт группы «Карнавал» — «30 лет вместе». В 2011 году Барыкин умер, а уже со следующего года его сын Георгий начал исполнять песни отца с музыкантами группы из состава разных лет. С 2012 года ежегодно проходят концерты памяти Барыкина.

## Дискография
Магнитоальбомы
- 1981 — Супермен
- 1982 — Карусель
- 1983 — Актёр
- 1985 — Радио
- 1985 — Океан

Мини-альбомы
- 1981 — «Карнавал» (миньон фирмы «Мелодия»)

Компиляции
- 1995 — Карнавал (Anima Vox, CD)
- 1997 — Из серии «Легенды русского рока» (Moroz Records, CD)
- 1997 — Внезапный тупик (Moroz Records, CD)
- 2001 — Юбилейный концерт, CD (бутлег)
- 2001 — Концерт в Куйбышеве, 1982 (Moroz Records, CD)
- 2002 — Ранние песни (Hit Records, CD)
- 2003 — Александр Барыкин и группа «Карнавал» (Dynamit Records, 2CD)
- 2004 — Я знаю теперь (Moroz Records)

Александр Барыкин
- 1985 — Запасной игрок (магнитоальбом)
- 1985 — Ступени («Мелодия»)
- 1986 — Рок-н-ролльный марафон (магнитоальбом)
- 1987 — Букет (магнитоальбом)
- 1988 — Букет («Мелодия», изменённый вариант)
- 1990 — Эй, смотри! («Мелодия»)
- 1991 — Голубые глаза («Мелодия»)
- 1996 — Ступени (Moroz Records, переиздание на CD)
- 1996 — Эй, смотри! (Moroz Records, переиздание на CD)
- 2009 — Rock Не Star (Moroz Records)

Компиляции
- 1993 — Аэропорт (Moroz Records, CD)
- 1997 — Я буду долго гнать велосипед (Moroz Records, CD)